# シティスター (路面電車車両)
シティスター（英語: CityStar、ロシア語: Сити Стар）は、ロシア連邦の鉄道車両メーカーであるPC輸送システムズ（ПК Транспортные системы）が製造する路面電車車両の愛称。形式名は71-911および71-911Eで、車内全体が低床構造となっている超低床電車である。この項目では、ライオネット（Lionet、Львенок）の愛称を持つ発展型車両の71-911EMについても解説する。

## 概要
PC輸送システムズは2013年に設立された企業で、2015年に認可を受けて以降、ロシア連邦を始めとする旧ソビエト連邦各国の路面電車へ向けて超低床電車の量産を実施している。その中でも「シティスター」は、中程度の輸送量を想定した1両での運用が可能なボギー車（単車）である。
終端にループ線がある路線での使用を前提にしており、運転台や乗降扉（両開き、4箇所）は車体の片側のみに設置されている。PC輸送システムズが特許を有している、回転軸を備え低床構造に適したボギー台車を使用する事で、単車ながらも床に段差がない100 %低床構造が実現している他、車椅子スペースなど広い空間も確保されている。車内の設備にはロシア連邦で製造された路面電車車両で初めてアルミニウム合金が用いられ、冷暖房双方に対応した空調装置も搭載されている。これらを含め、シティスターに使用されている部品の85 %はロシア連邦内で生産されたものである。

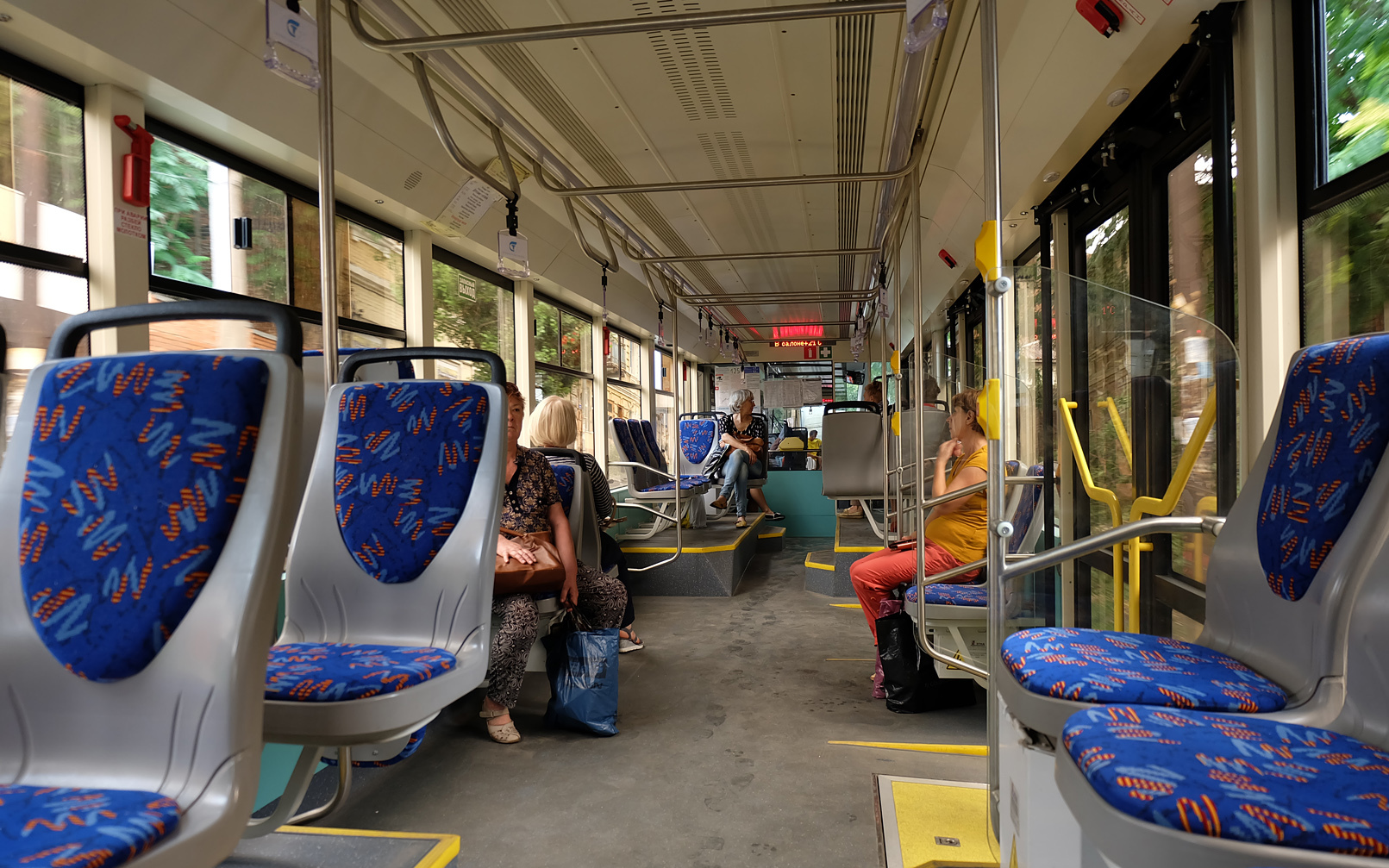
車内（71-911E）
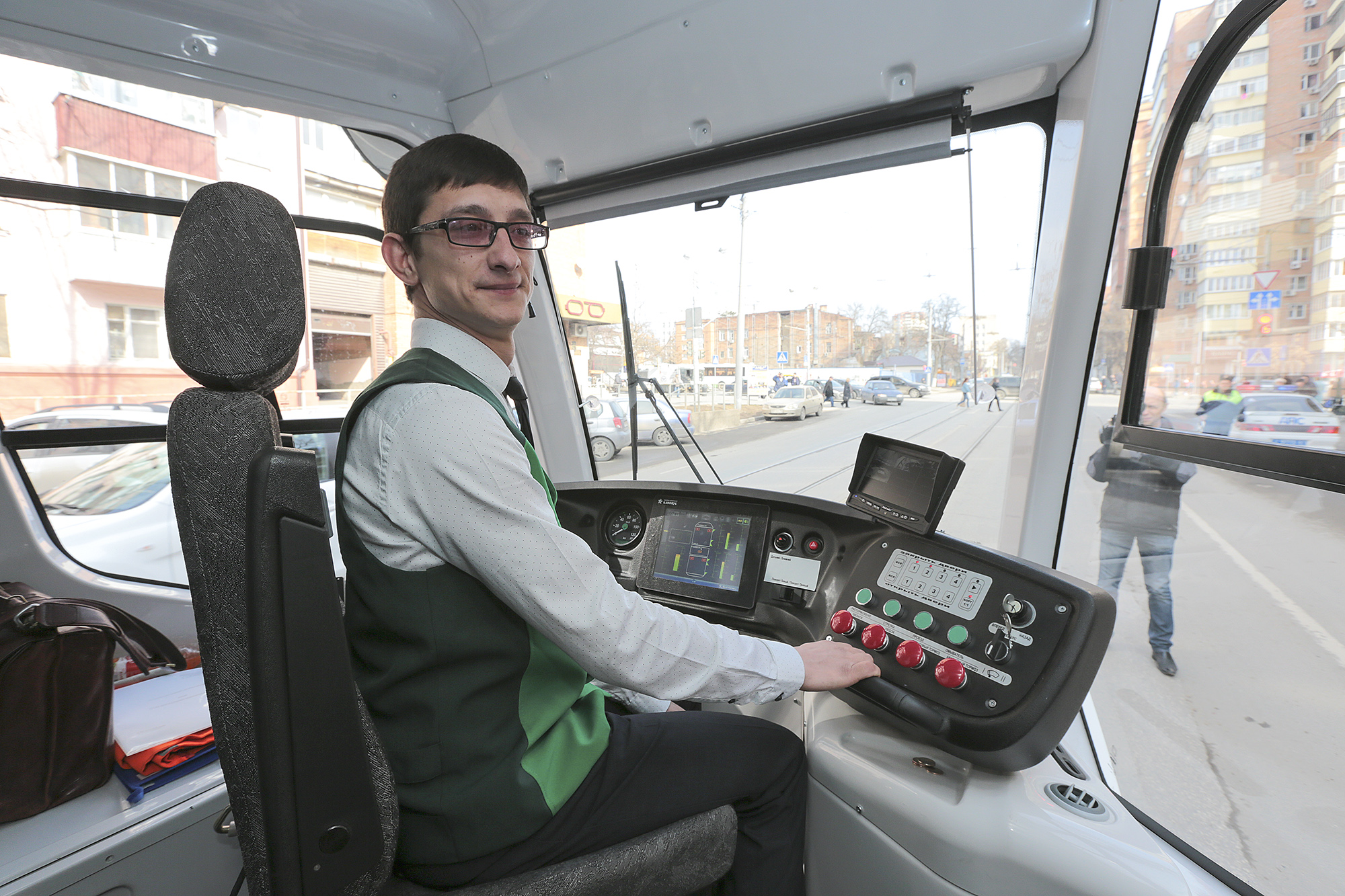
運転台（71-911E）
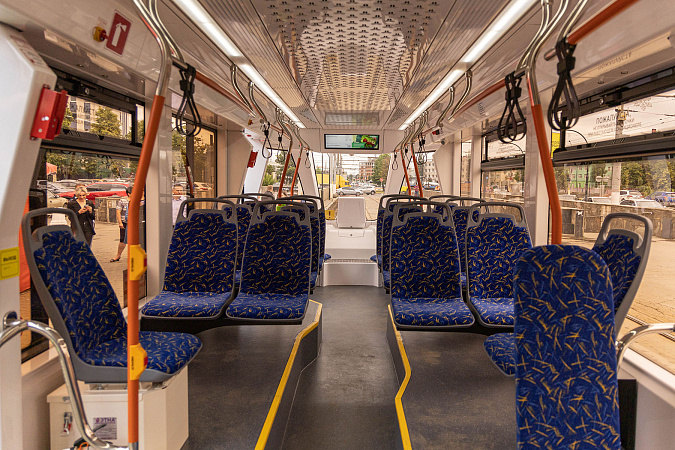
車内（71-911EM）
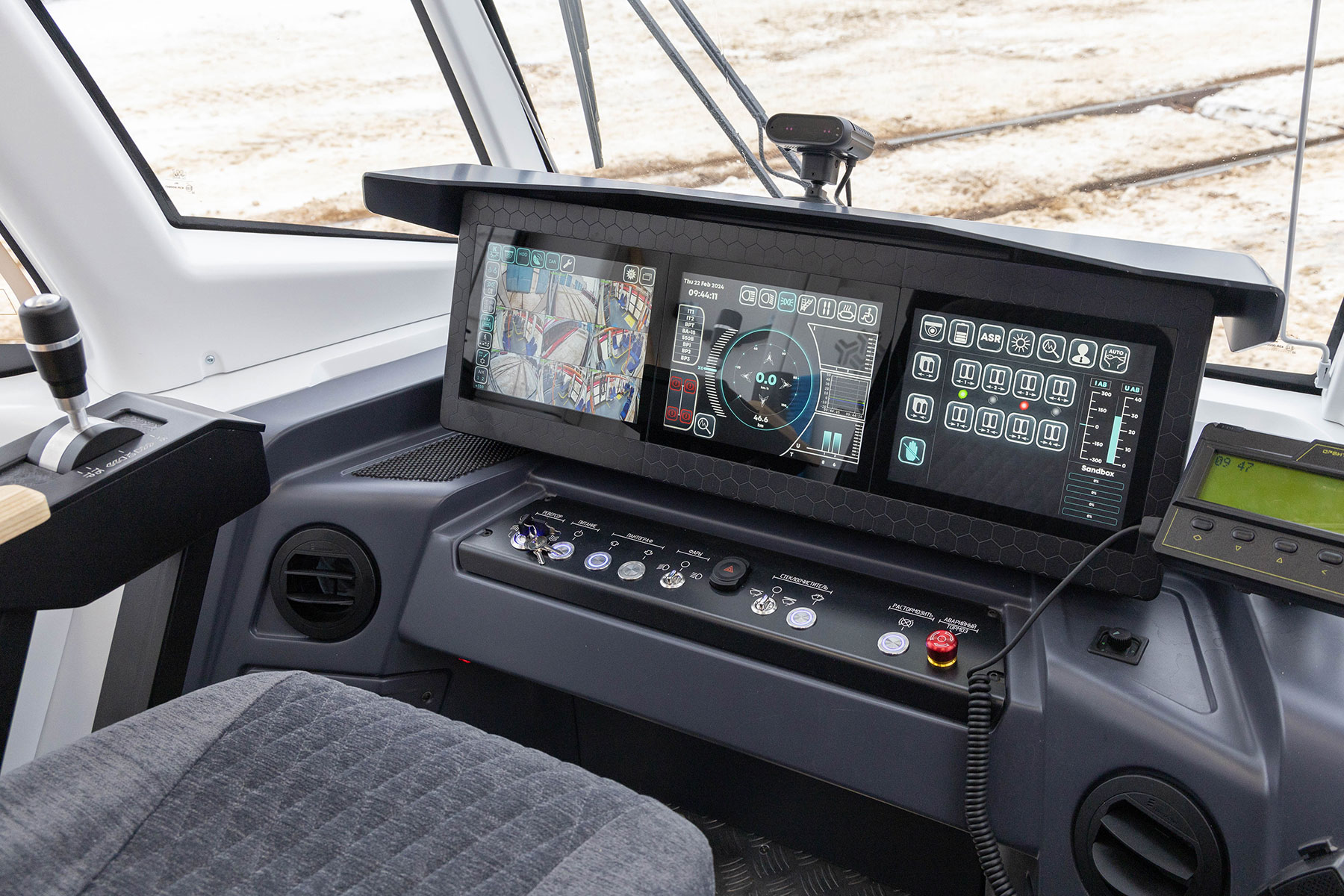
運転台（71-911EM）

## 車種・運用
2020年現在、シティスターや発展形の車種の導入先は以下の通りである。ただしトヴェリ市電に導入された車両（71-911：8両）については制動装置の不具合により2017年4月以降営業運転を離脱し、翌2018年11月に市電自体が廃止されたため2020年の時点で使用されていない。

### 71-911

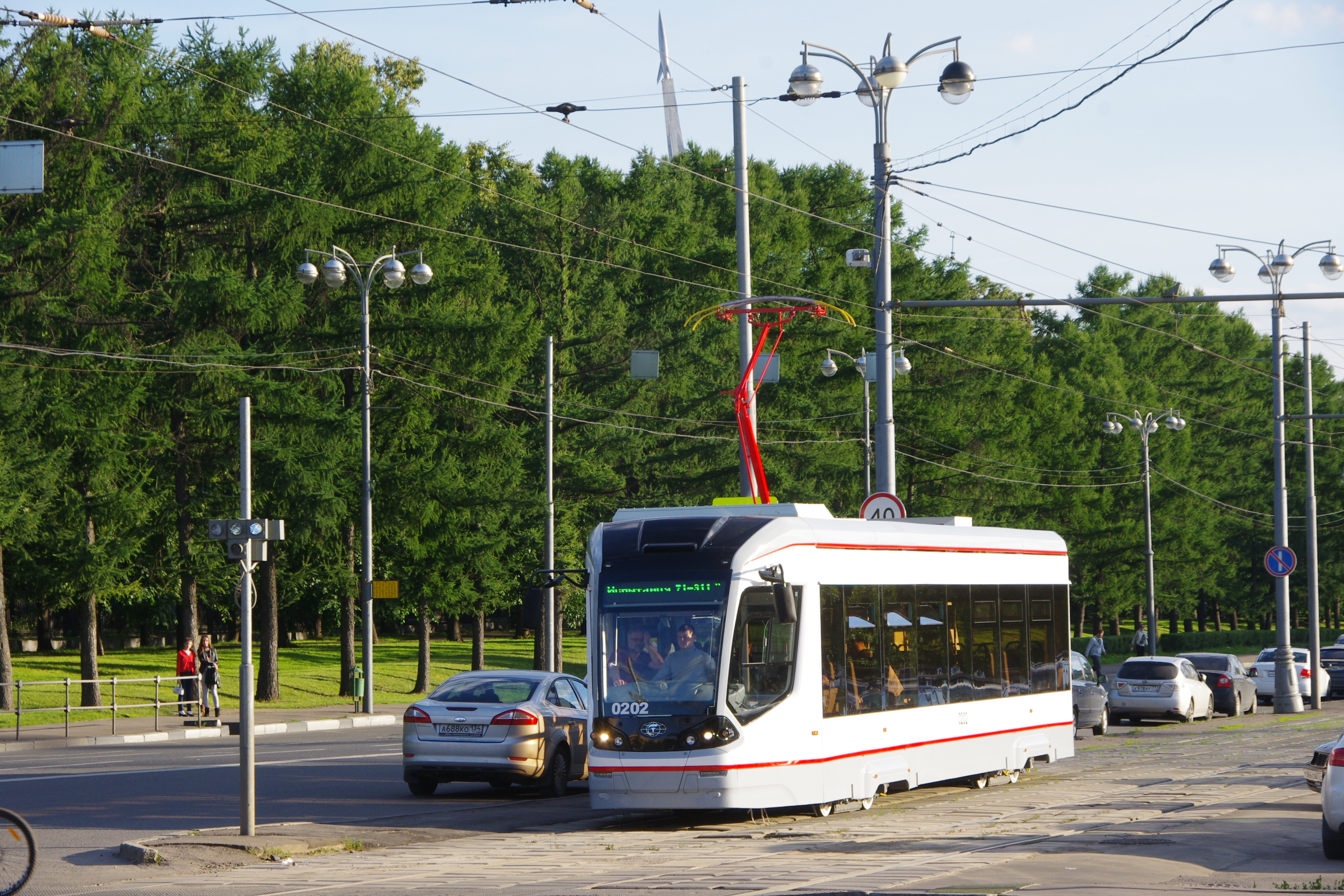
71-911 "シティスター"
（モスクワ、試運転時）

「シティスター」の基本形式。旧ソ連の路面電車で広く採用されている軌間1,524 mm（広軌）に対応する。2015年からトヴェリ市電へ8両が導入され、2019年からはカザン市電へ向けて5両が製造されている他、2020年1月31日にはラトビアのダウガフピルス市電でも営業運転を開始しており、こちらには計8両が導入されている。

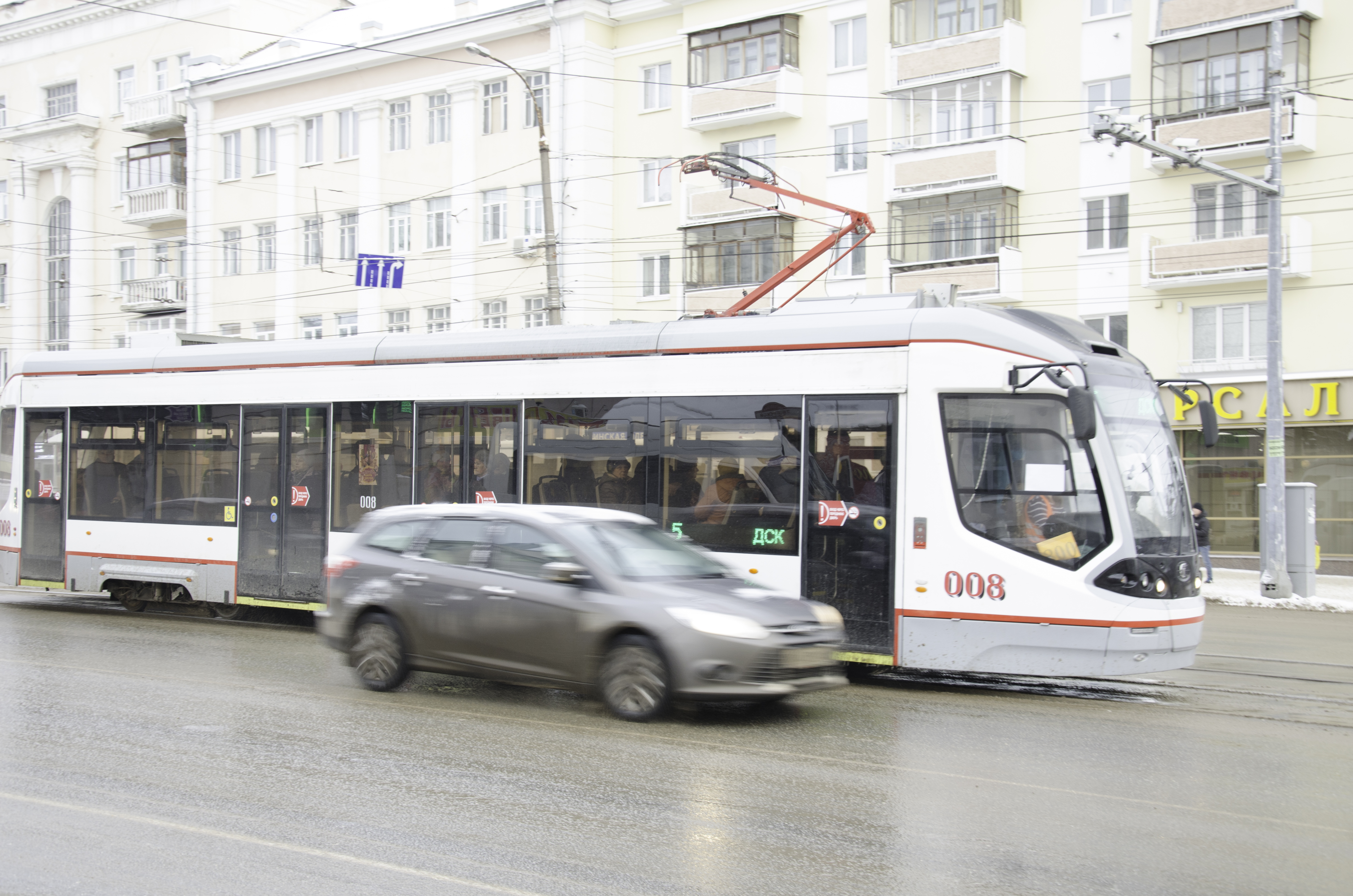
トヴェリ（トヴェリ市電） （2015年撮影）
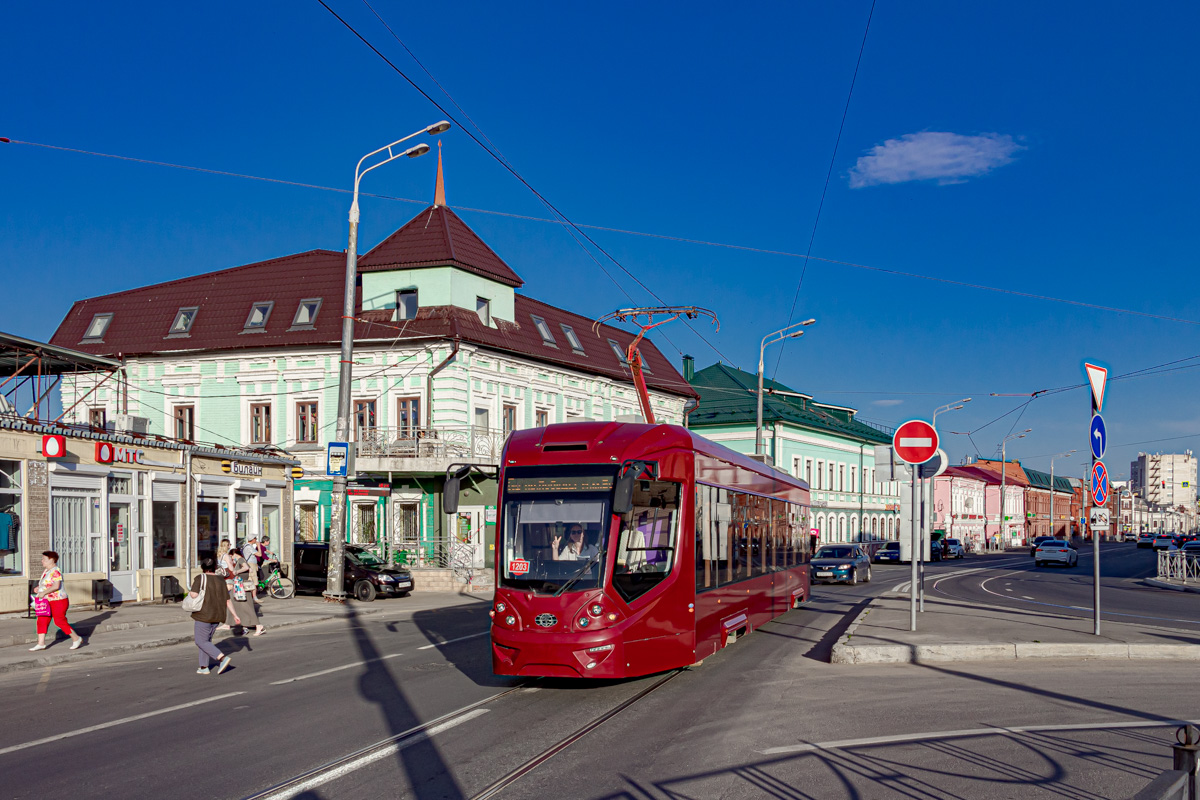
カザン（カザン市電） （2021年撮影）
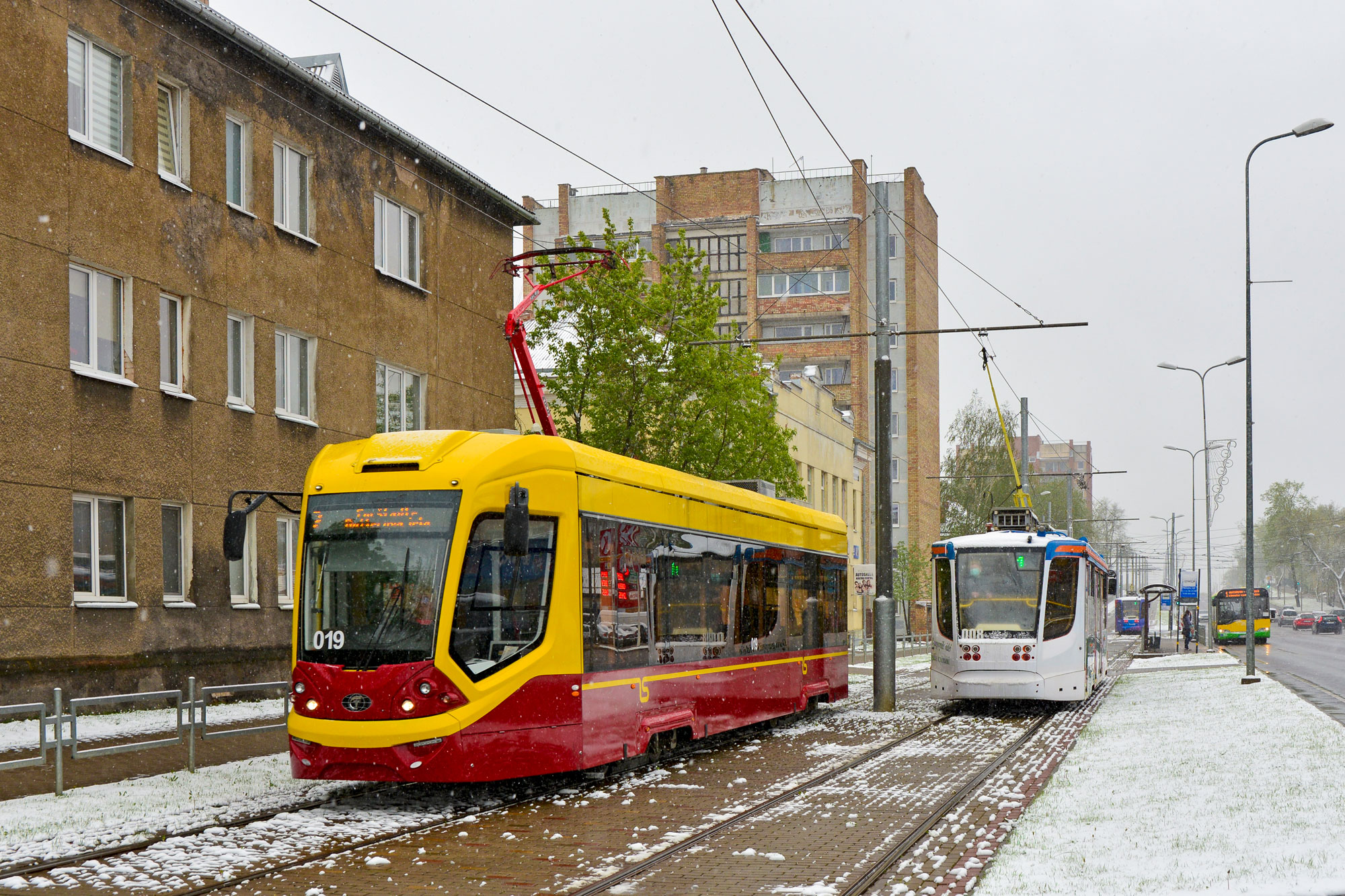
ダウガフピルス（ダウガフピルス市電） （左、2021年撮影）

### 71-911E

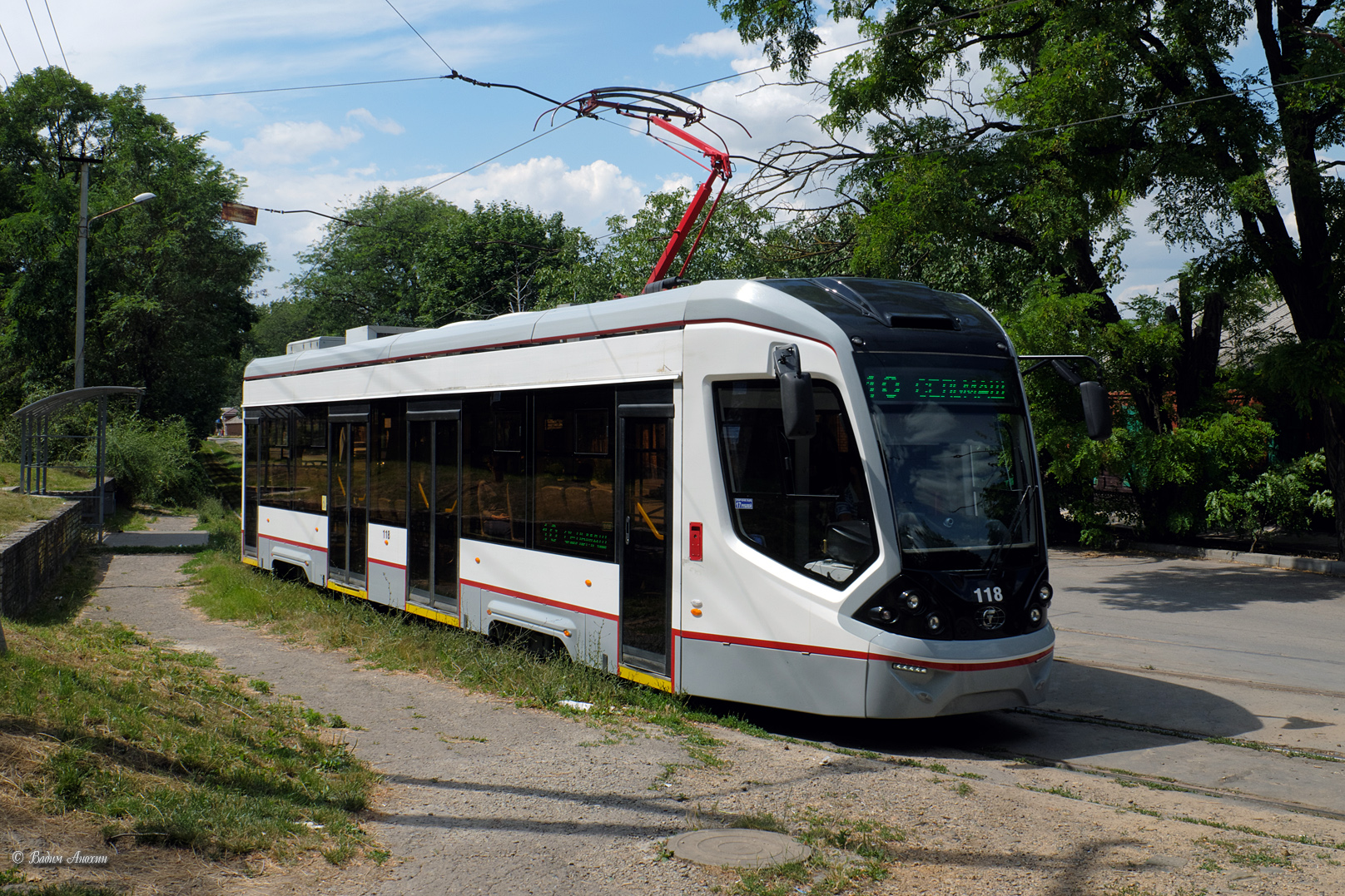
71-911E "シティスター"
（ロストフ・ナ・ドヌ）

軌間1,435 mm（標準軌）に対応した台車を有する形式。ロシア連邦で唯一標準軌の路線網を有する路面電車であるロストフ・ナ・ドヌ市電へ向けて2016年 - 2017年に30両が導入され、2019年の時点で運行本数の8割以上を同形式が担っている。

### 71-911EM

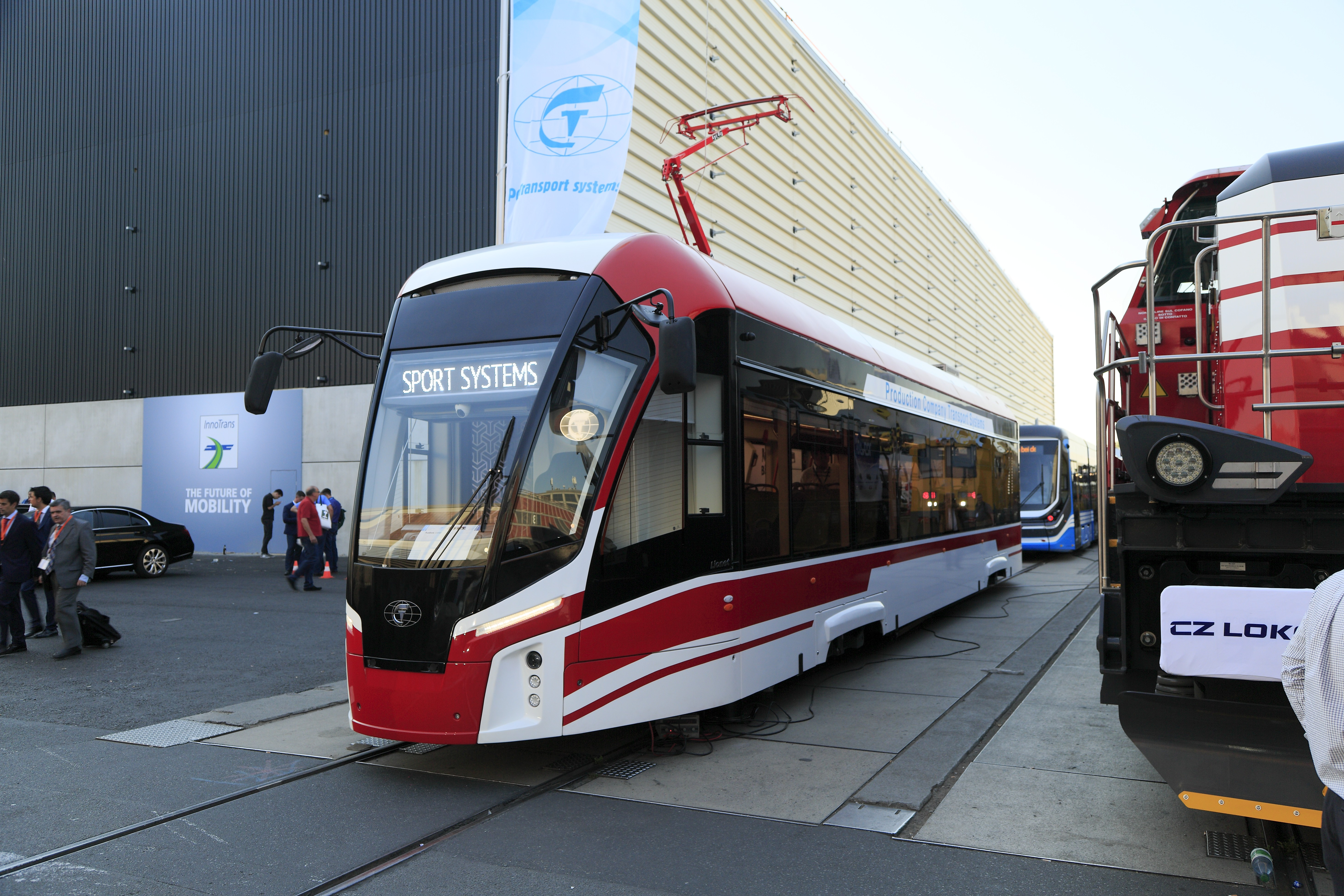
71-911EM "ライオネット"
（イノトランス展示会場）

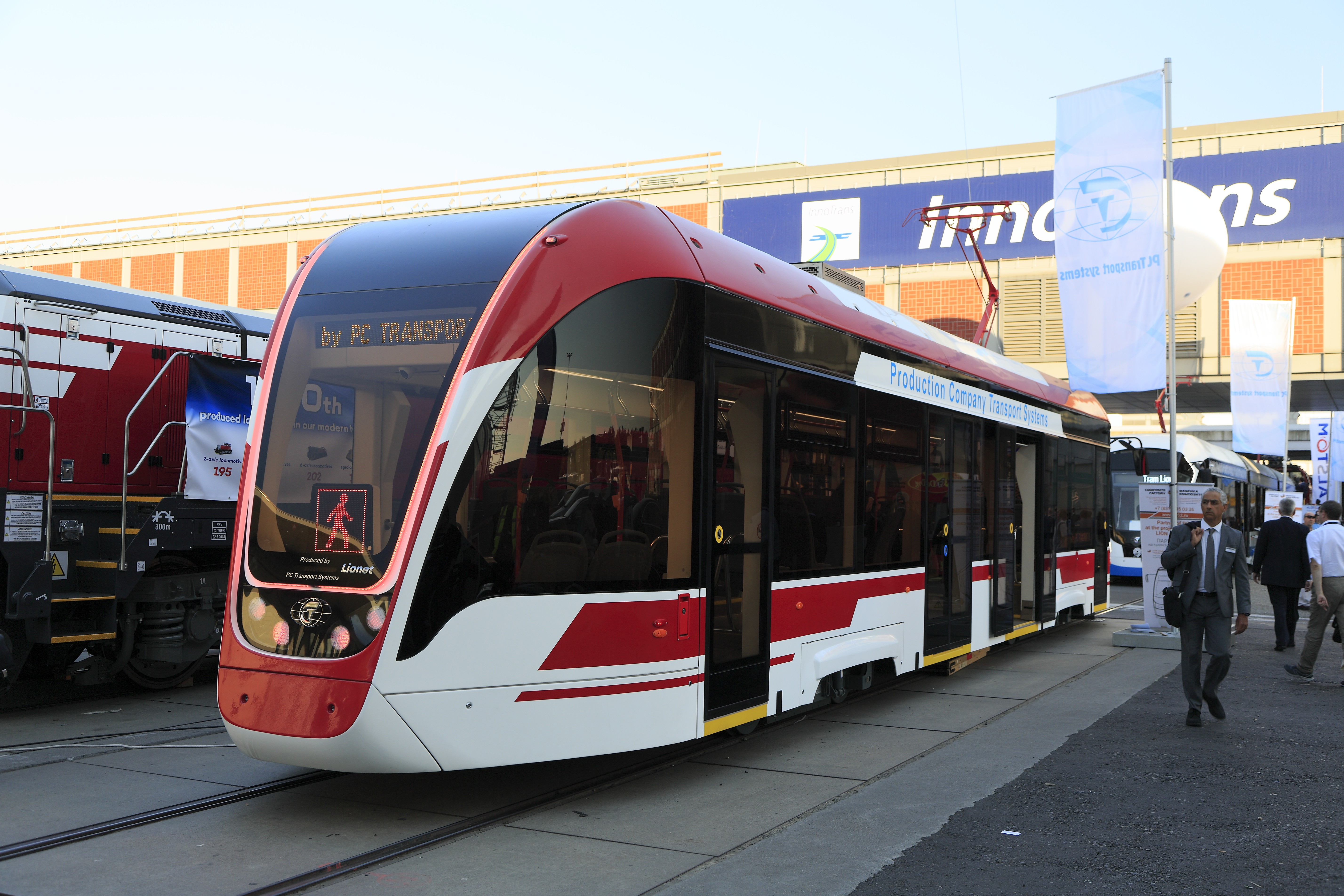
後方（イノトランス展示会場）

2018年に発表され、同年に開催されたイノトランスに試作車が展示された、「シティスター」の発展型車両。人間工学に基づいた前面や運転台のデザイン変更や、架線レス区間での走行に対応した充電池の搭載への対応などが主な改良点となっている。愛称の「ライオネット」はライオンの子供（子獅子）を意味する。
2023年現在、試作車1両に加えて以下の都市へ向けて量産車の製造が行われている。これら以外にヤロスラヴリ市電（ヤロスラヴリ）への導入も検討され、2023年に1両が営業運転に投入されたものの、PC輸送システムズの車両生産計画の都合により合計47両の車両製造が困難になったため導入計画は中止され、既に導入された1両についても同年10月時点でPC輸送システムズへの返却が予定されている。
- ウラン・ウデ市電（ウラン・ウデ） - 15両を導入。
- ペルミ市電（ペルミ） - 23両を導入。2023年以降44両を増備予定[23][27][28]。
- ウリヤノフスク市電（ウリヤノフスク） - 29両を導入[24]。
- モスクワ市電（モスクワ） - 40両を導入[29]。
- イジェフスク市電（イジェフスク） - 16両を導入[30]。
- チェレポヴェツ市電（チェレポヴェツ） - 27両を導入[24][31]。
- クラスノヤルスク市電（クラスノヤルスク） - 25両を導入[24][32]。
- ヴェルフナヤ・ピシュマ市電（ヴェルフナヤ・ピシュマ（ロシア語版）） - 11両を導入[33][34]。
- トゥーラ市電（トゥーラ） - 22両を導入[24][35]。
- クルスク市電（クルスク） - 22両を導入予定、2023年時点で1両を試験的に導入し試運転を実施中[24][36]。
- ヴォルゴグラード市電、ヴォルゴグラード・メトロトラム（ヴォルゴグラード） - 50両を導入予定。総括制御による連結運転（SME、СМЕ）に対応[37]。
- ノヴォトロイツク市電（ノヴォトロイツク（ロシア語版）） - 13両を導入予定[38]。
- サラトフ市電（サラトフ） - 1両を導入予定[39]。
- サンクトペテルブルク市電（サンクトペテルブルク） - 17両を導入予定。全車とも人工知能を用いた運転支援システムを搭載[40]。
- エカテリンブルク市電（エカテリンブルク） - 1両を導入予定[41]。
- サマーラ市電（サマーラ） - 2026年までに71両を導入予定。総括制御による連結運転（SME、СМЕ）に対応[41][42]。

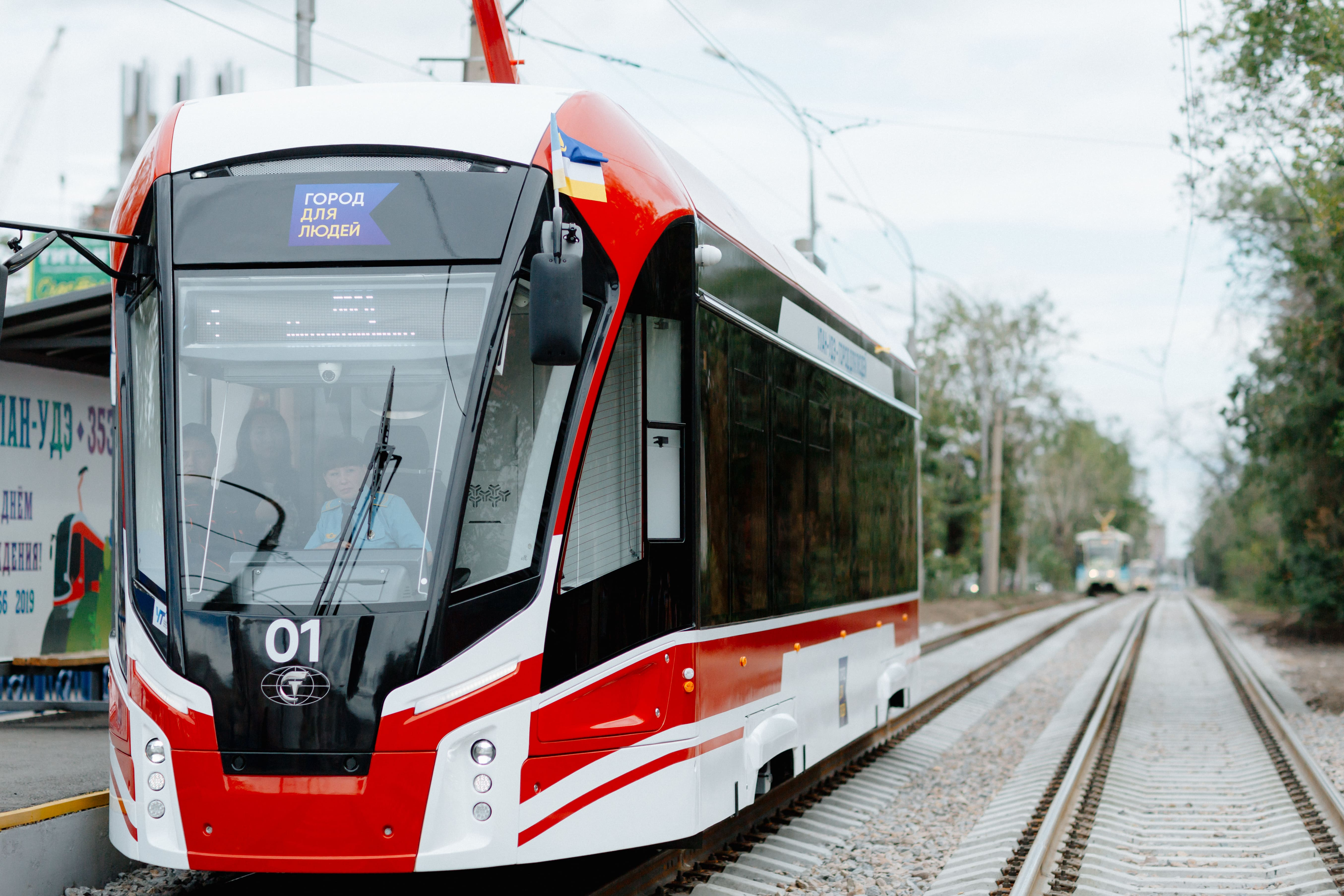
ウラン・ウデ（ウラン・ウデ市電） （2020年撮影）
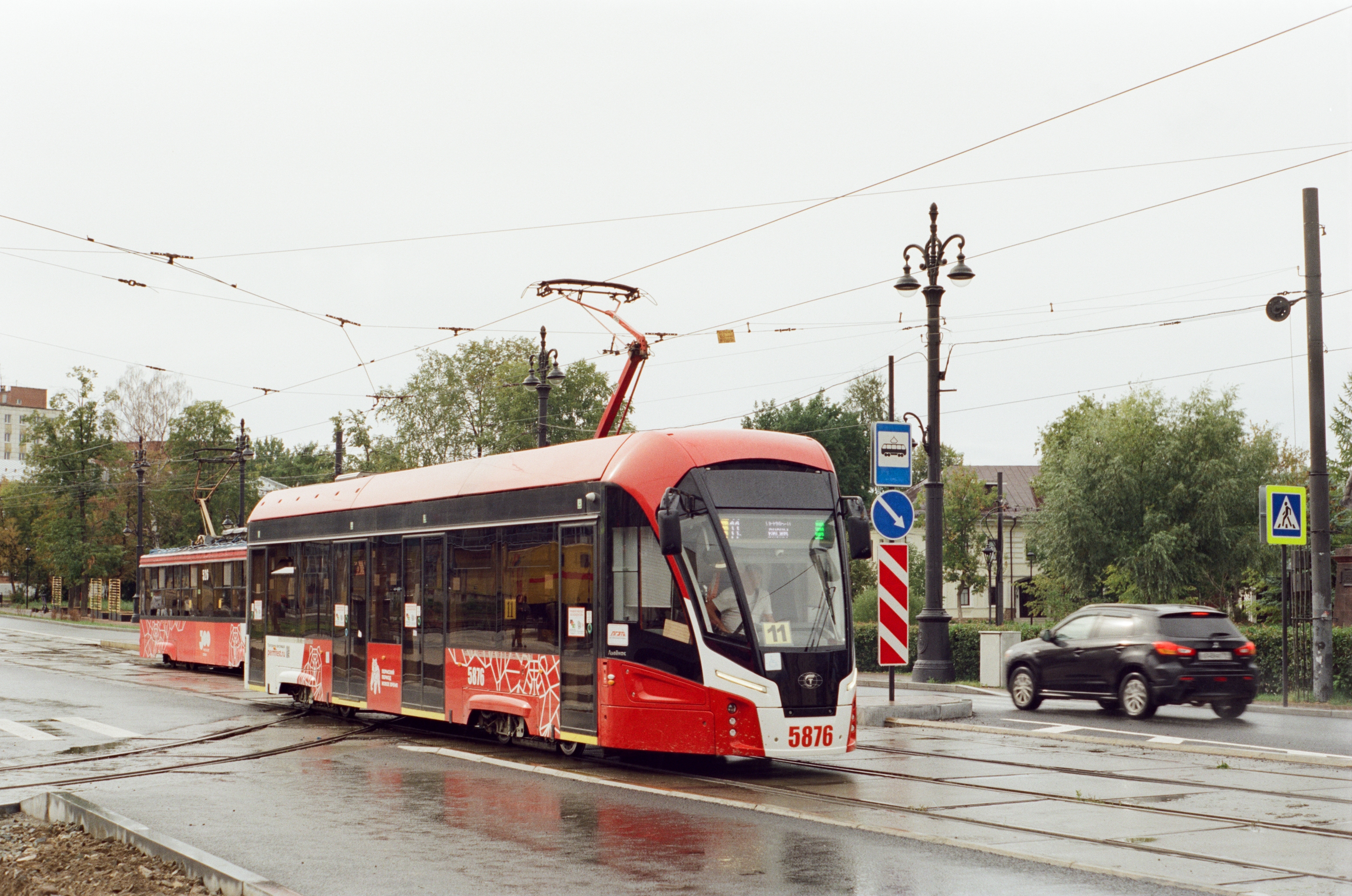
ペルミ（ペルミ市電） （2023年撮影）
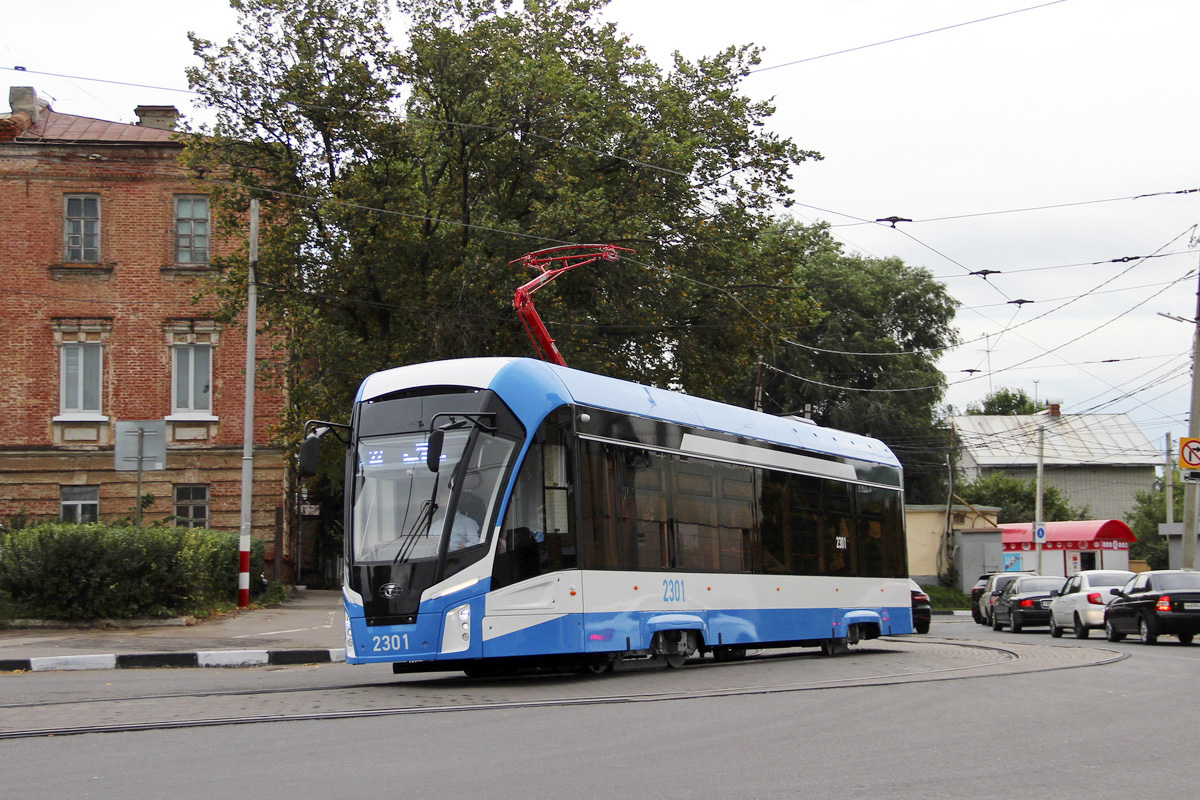
ウリヤノフスク（ウリヤノフスク市電） （2020年撮影）
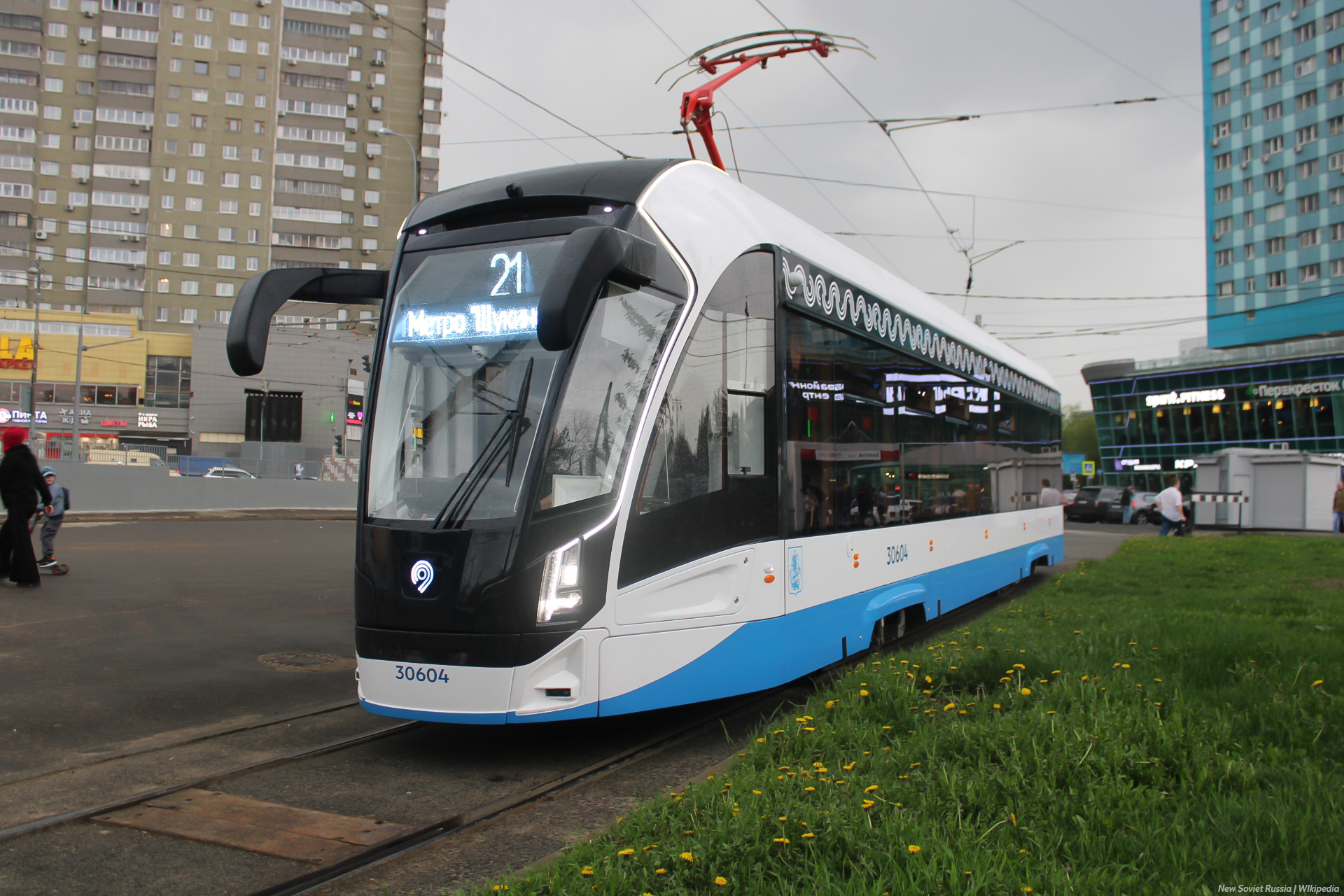
モスクワ（モスクワ市電） （2021年撮影）
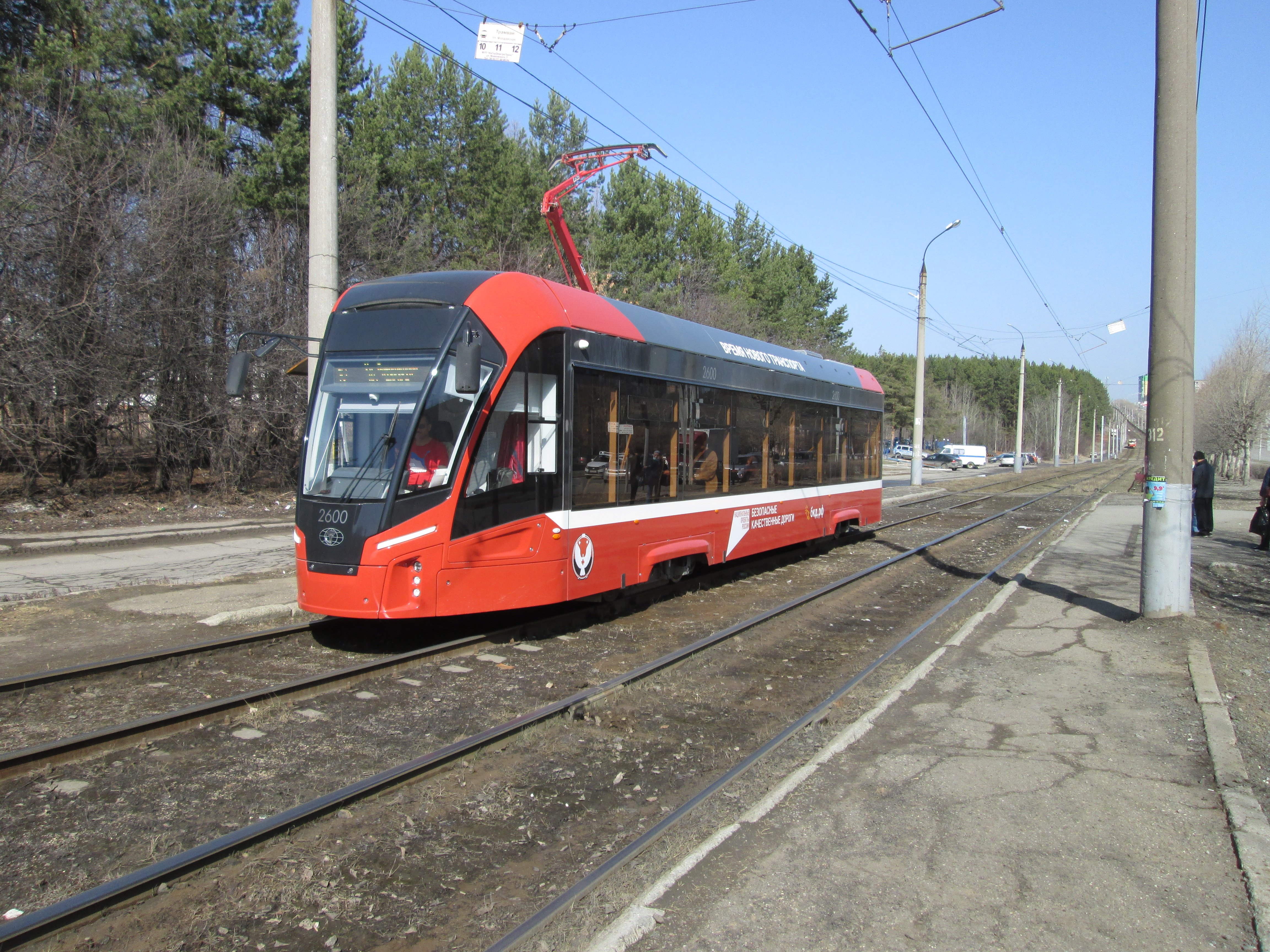
イジェフスク（イジェフスク市電） （2021年撮影）
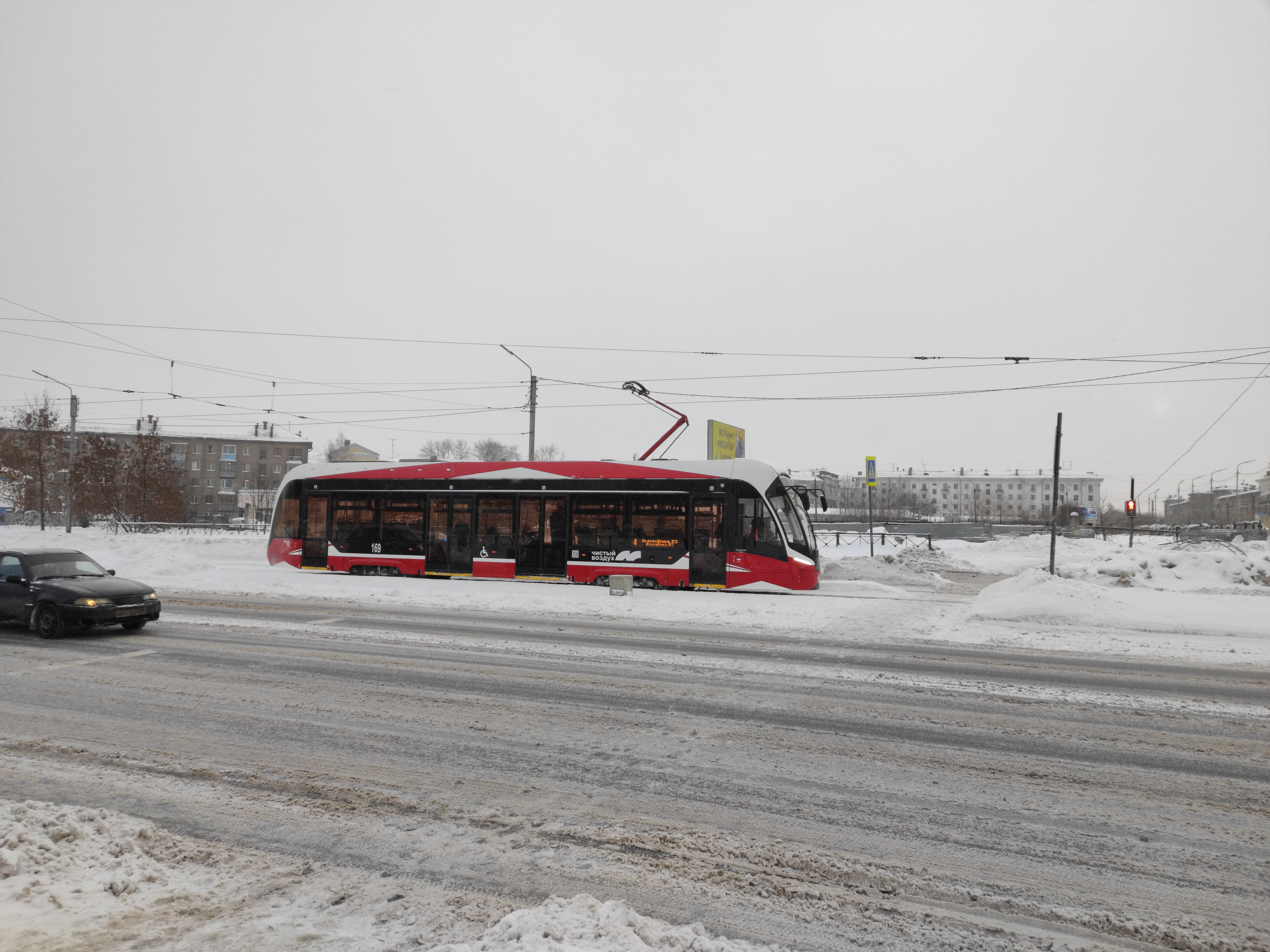
チェレポヴェツ（チェレポヴェツ市電） （2022年撮影）
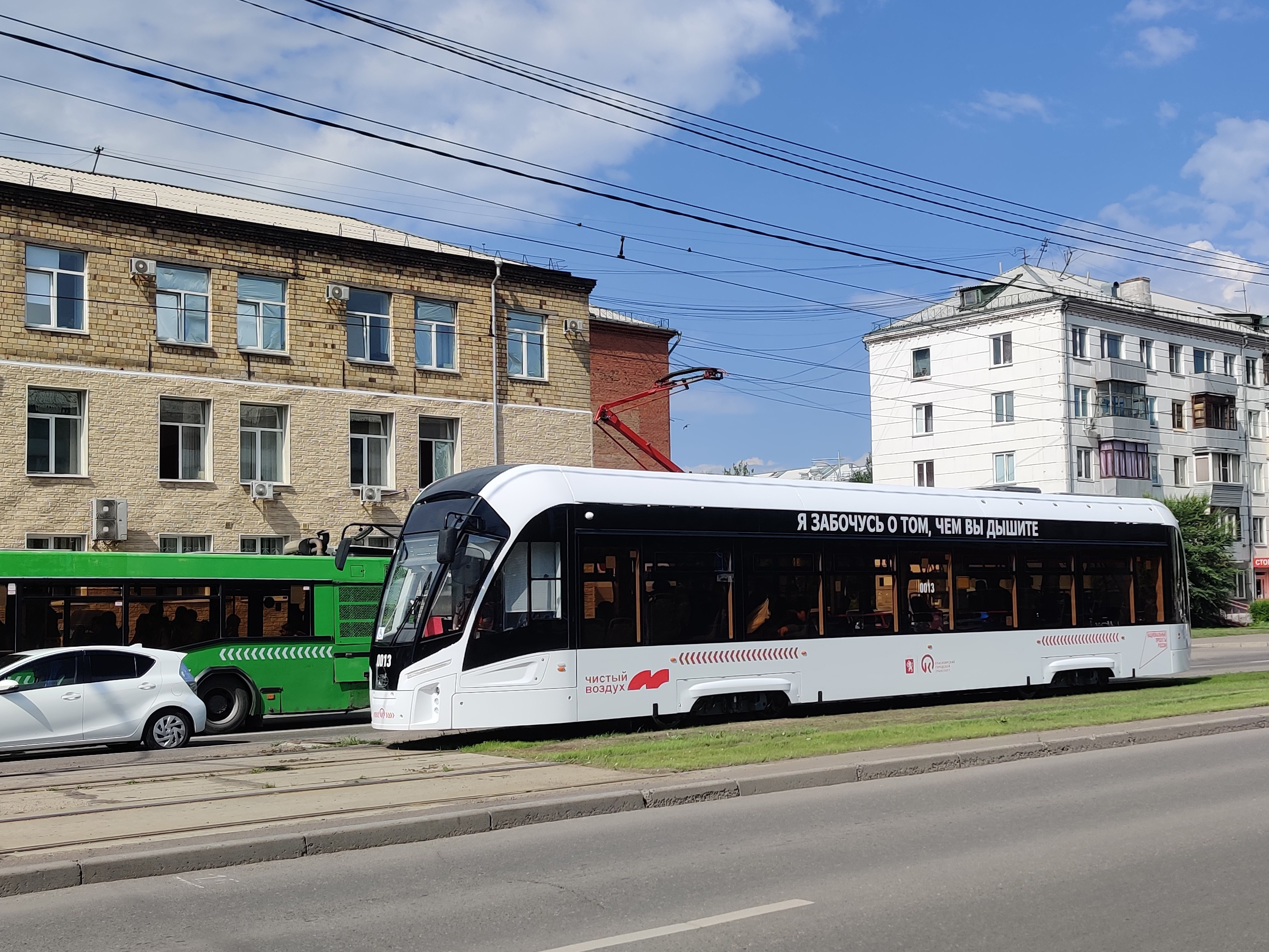
クラスノヤルスク（クラスノヤルスク市電） （2022年撮影）
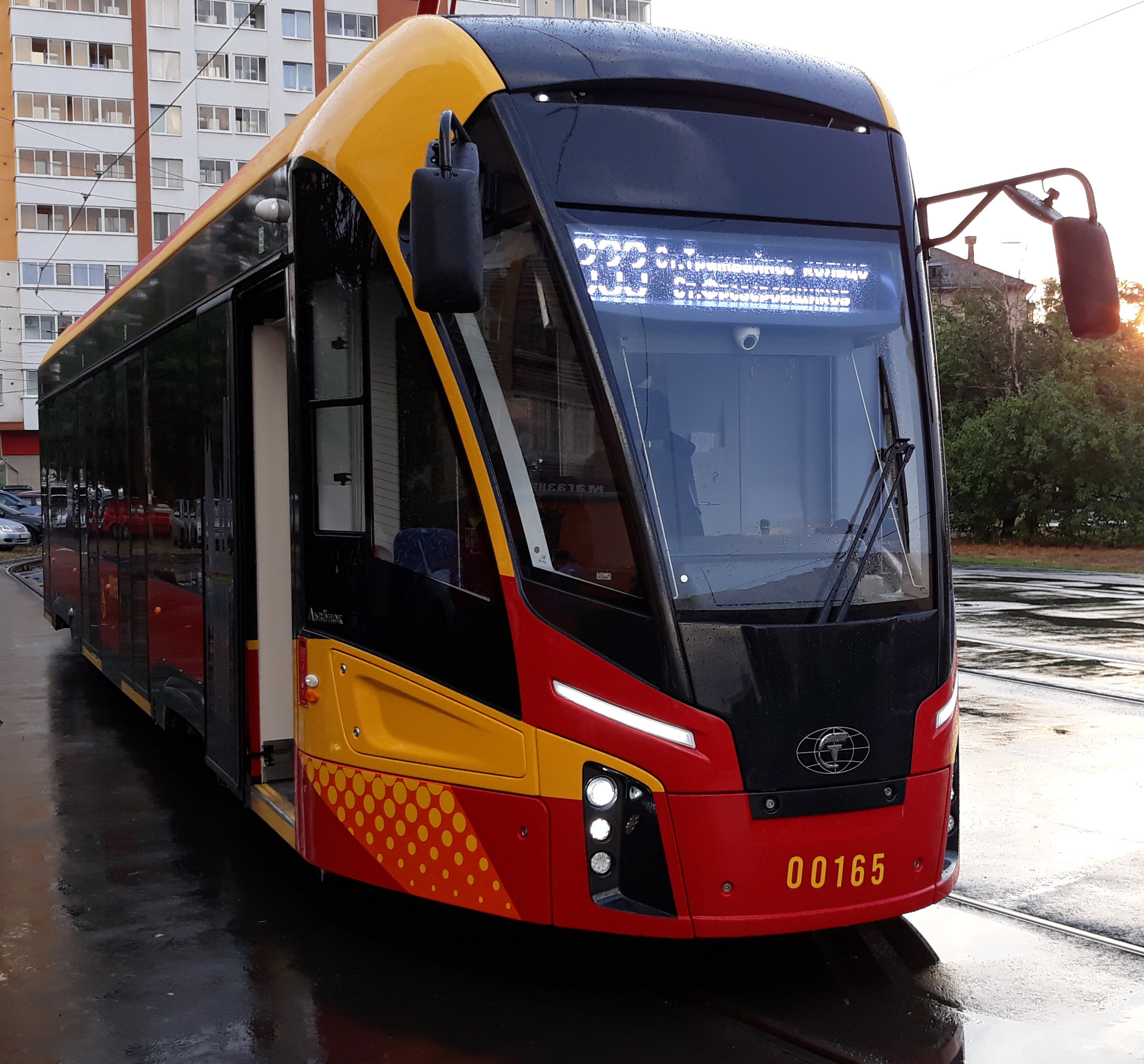
ヴェルフナヤ・ピシュマ（ロシア語版）（ヴェルフナヤ・ピシュマ市電） （2022年撮影）
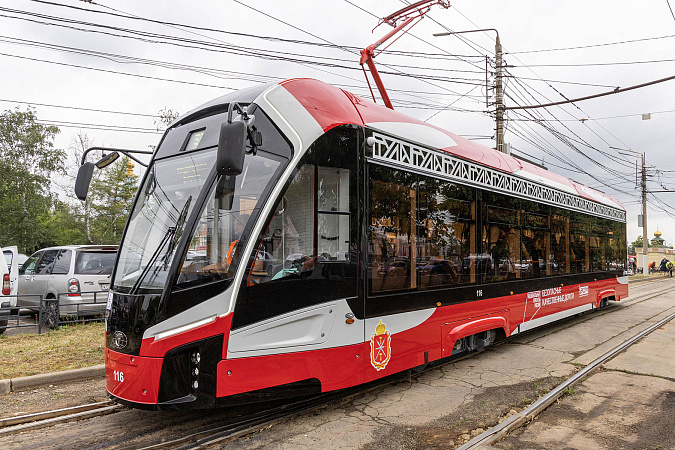
トゥーラ（トゥーラ市電） （2023年撮影）
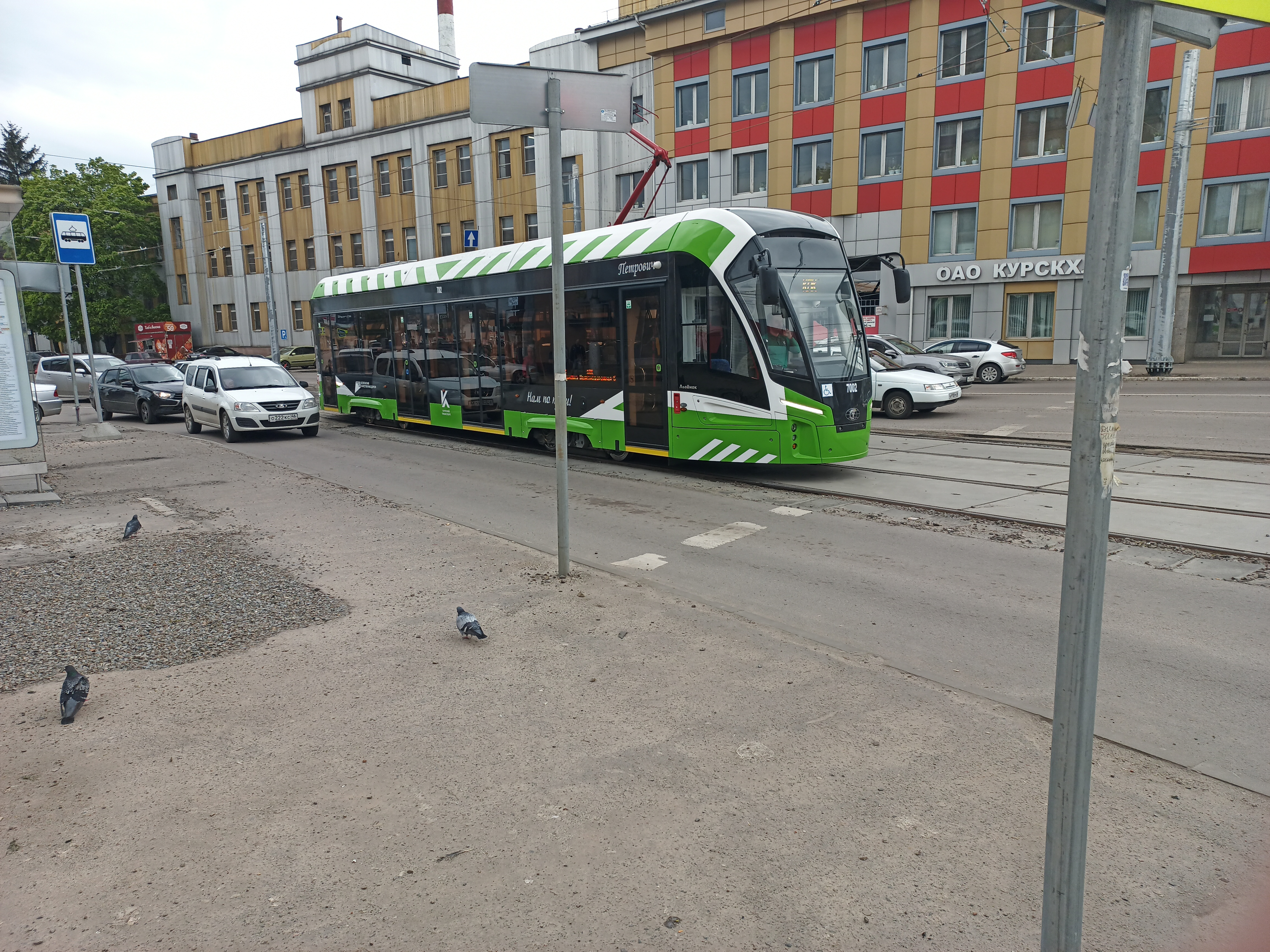
クルスク（クルスク市電） （2024年撮影）
ヴォルゴグラード（ヴォルゴグラード市電） （2024年撮影）